# Козирівський рудник
Козирівський рудник – колишнє гірничодобувне підприємство в Костанайській області Казахстану.
В 1951 році почались розкривні роботи на дрібному Козирівському залізорудному родовищі, що знаходилось неподалік від східного берегу річки Тобол. Розробка велась відкритим способом, при цьому відомо про існування тут щонайменше двох кар’єрів «Залізорудний» та «Новокозирівський». Всього за час розробки на металургійні підприємства Магнітогорську та Челябінську відвантажили 1,7 млн тон магнетитової руди.
В 1962-му рудник уперше розпочав видобуток бокситів, а з 1965-го це стало єдиним напрямком його діяльності. Того ж 1965-го відвантажили 122 тисяч тон бокситів. У підсумку були випрацьовані дрібні бокситові родовища Козирівської групи – Озерки, Верхньо-Тобольське, Зимнє, Ново-Іл’їнське, кар’єри яких витягнулись у ланцюжок уздовж Тоболу.
На основі Козирівського рудоуправління в подальшому виникло потужне Краснооктябрьське бокситове рудоуправління (Красногорський, Аятський, Белінський рудники).